# 닷핵 (비디오 게임 시리즈)
.hack(/dɒt hæk/, 닷핵)은 사이버커넥트2가 플레이스테이션 2 콘솔용으로 개발하고 반다이가 퍼블리싱한 싱글 플레이어 액션 롤플레잉 비디오 게임 시리즈이다. 4개의 게임인 .hack//Infection, .hack//Mutation, .hack//Outbreak 및 .hack//Quarantine은 모두 가상의 대규모 다중 사용자 온라인 롤플레잉 게임(MMORPG)인 "게임 내 게임"을 특징으로 한다. 플레이어가 인터넷에 연결할 필요가 없는 더 월드(The World)라고 한다. 플레이어는 시리즈 게임 간에 캐릭터와 데이터를 전송할 수 있다. 각 게임에는 게임과 동시에 발생하는 가상의 사건을 자세히 설명하는 오리지널 비디오 애니메이션(OVA) 시리즈인 .hack//Liminality 에피소드가 포함된 추가 DVD가 함께 제공된다.
이 게임은 더 월드의 신비한 기원을 탐구하는 프로젝트 .hack이라는 멀티미디어 프랜차이즈의 일부이다. 애니메이션 시리즈인 닷핵 사인의 사건을 배경으로 하는 이 게임은 카이트(Kite)라는 플레이어 캐릭터와 더 월드를 플레이한 결과 일부 사용자가 현실 세계에서 혼수상태에 빠진 이유를 찾는 그의 탐구에 중점을 둔다. 검색은 게임과 그것이 인터넷 안정성에 미치는 영향에 대한 심층적인 조사로 발전한다.
비평가들은 시리즈에 대해 엇갈린 리뷰를 제공했다. 독특한 설정과 불신의 정지, 캐릭터 디자인을 보존하려는 노력으로 호평을 받았다. 그러나 시리즈 게임 간 진행 속도가 고르지 않고 개선이 부족하다는 비판을 받았다. 프랜차이즈의 상업적 성공으로 .hack//frägment(온라인 기능을 갖춘 일본 전용 시리즈 리메이크)와 2006년에서 2006년 사이에 플레이스테이션 2용으로 출시된 또 다른 비디오 게임 3부작인 .hack//G.U.가 제작되었다. 2007. 후자의 리마스터 컬렉션이 2017년 플레이스테이션 4 및 마이크로소프트 윈도우용으로 .hack//G.U라는 제목으로 출시되었다. 이 컬렉션은 나중에 2022년 3월 11일 닌텐도 스위치로 출시되었다.